# NGC 7549
NGC 7549 (również PGC 70832, UGC 12457 lub HCG 93B) – galaktyka spiralna z poprzeczką (SBc/P), znajdująca się w gwiazdozbiorze Pegaza. Odkrył ją 2 listopada 1850 roku Bindon Stoney – asystent Williama Parsonsa. Wraz z sąsiednią NGC 7550 stanowi obiekt Arp 99 w Atlasie Osobliwych Galaktyk Haltona Arpa. Należy też do zwartej grupy galaktyk Hickson 93 (HCG 93).
W galaktyce tej zaobserwowano supernową SN 2009nq.